# Ernesto Capocci
Ernesto Capocci Belmonte (Picinisco, 31 de marzo de 1798 - Nápoles, 6 de enero de 1864) fue un astrónomo, político italiano y escritor.
Era hijo de Francesco y Marta Zuccari, hermana del astrónomo Federigo Zuccari (1783-1817) que desde 1815 lo acogió como alumno delObservatorio Astronómico de Nápoles. Aquí se interesó por las observaciones meteorológicas. En 1819 fue nombrado astrónomo asistente por Giuseppe Piazzi en el nuevo observatorio de Capodimonte dirigido por Carlo Brioschi. En 1826 fue invitado por Friedrich Bessel, presidente de la Academia de Ciencias de Berlín, a participar en la compilación del nuevo catálogo de estrellas. En el transcurso de tres años, Capocci, ayudado por el astrónomo asistente Leopoldo Del Re (1804-1872), realizó unas 7900 observaciones de estrellas en la hora XVIII con el círculo meridiano de Reichenbach del Observatorio de Nápoles. En 1833 el rey de Nápoles Fernando II lo nombró director del Observatorio, pero en 1850 fue destituido por participar con 3 de sus 7 hijos: Stenore (1823-1886), Federico Oscarre (1825-1904) y Teucro (1827-1878) en la revolución de 1848 y por ser partidario de las ideas liberales y del Risorgimento. Fue reincorporado en funciones por Giuseppe Garibaldi en 1860. 
Fue miembro del parlamento napolitano en 1848. A propuesta del héroe de los dos mundos, el rey Vittorio Emanuele II lo nombró senador del Reino de Italia en 1861. El mismo año fue nombrado profesor honorario de la Universidad de Nápoles y presidente de la Accademia Pontaniana. 
Fue un prolífico autor publicando obras literarias y de divulgación científica, tales como: Dialoghi sulle comete, Il primo viceré di Napoli y Illustrazioni cosmografiche della Divina Commedia. También fue un precursor de las novelas de ciencia ficción al publicar en 1857 Relazione del primo viaggio alla Luna Otto da una donna, un informe del primer viaje de una mujer a la luna realizado en 2057, 200 años después de la publicación del libro. La novela fue publicada ocho años antes de De la Tierra a la Luna de Julio Verne. Con motivo del 150 aniversario de la muerte de Ernesto Capocci, el Observatorio de Capodimonte organizó una exposición dedicada al astrónomo y publicó reimpresiones anastáticas de algunos de sus textos populares.
Durante su estancia en París de 1836 a 1838 frecuentó a François Arago y Alexander von Humboldt, incitó a Macedonio Melloni a venir a vivir a Nápoles para dirigir el Observatorio Meteorológico del Vesubio.
Murió en 1864 y fue enterrado en el cementerio de Poggioreale en Nápoles. Su tumba, adornada con un busto realizado por Vincenzo Gemito que luego se exhibió en el Museo del Observatorio de Capodimonte, fue inaugurada en noviembre de 1900 con un discurso pronunciado por Pasquale Del Pezzo y publicado en 2015.

## Obras
- Dialoghi sulle comete scritti in occasione delle cinque apparse nell'anno 1825 (en italiano). Napoli: Stamperia del Giornale del Regno delle Due Sicilie. 1825.
- Il primo viceré di Napoli (en italiano). Parigi, Londra: Baudry et Galignani; Rolandi. 1838.
- Quadro del sistema planetario solare (en italiano). Napoli: Stamperia dell'Iride. 1853.
- Illustrazioni cosmografiche della Divina Commedia (en italiano). Napoli: Stamperia dell'Iride. 1856.
- Relazione del primo viaggio alla luna fatto da una donna l'anno di grazia 2057 (en italiano). Napoli: Tipografia di T. Cottrau. 1857.
- Sull'imminente ritorno della gran cometa del 1556 (en italiano). Napoli: stamp. Del Vaglio. 1857.
- Dei tremuoti in generale e di quello in particolare de 16 dicembre 1858 in Basilicata e Principato ultra (en italiano). Napoli: Stab. Tip. di Teodoro Cottrau. 1858.
- Ai miei amici più o meno rossi (en italiano). Napoli: Tip. dei Classici Italiani. 1862.
- La stampa napoletana al signor Pietro Sterbini (en italiano). Napoli. 1863.